# Mémorial Davide Fardelli
Le Mémorial Davide Fardelli est une course cycliste contre-la-montre italienne disputée à Rogno, dans la province de Bergame en Lombardie. Il a été créé en 2005 et est organisé par le G.M.S. Associazione Sportiva Dilettantistica. L'épreuve masculine fait partie de l'UCI Europe Tour depuis 2007, en catégorie 1.2. Elle est par conséquent ouverte aux équipes continentales professionnelles italiennes, aux équipes continentales, à des équipes nationales et à des équipes régionales ou de clubs. Les UCI ProTeams (première division) ne peuvent pas participer. En 2013, la course est annulée.

## Palmarès élites

### Hommes
| Année | Vainqueur        | Deuxième          | Troisième         |
| 2005  | Volodymyr Dyudya | Dario Benenati    | Andrea Giupponi   |
| 2006  | Alan Marangoni   | Luca Barla        | Francesco Tomei   |
| 2007  | Luca Dodi        | Enrico Peruffo    | Angelo Pagani     |
| 2008  | Marcel Kittel    | Alan Marangoni    | Adriano Malori    |
| 2009  | Manuele Boaro    | Matteo Mammini    | Alessandro Stocco |
| 2010  | Luke Durbridge   | Eugen Wacker      | Marcel Kittel     |
| 2011  | Anton Vorobyev   | Gianluca Leonardi | Luke Durbridge    |
| 2012  | Rohan Dennis     | Damien Howson     | Anton Vorobyev    |

### Femmes
| Année | Vainqueur            | Deuxième           | Troisième         |
| 2005  | Edita Pucinskaite    | Ombretta Ugolini   | Rebecca Bertolo   |
| 2006  | Svetlana Boubnenkova | Natalia Boyarskaya | Anna Zugno        |
| 2007  | Karin Thürig         | Sara Carrigan      | Alison Powers     |
| 2008  | Karin Thürig         | Vicki Whitelaw     | Susanne Ljungskog |
| 2009  | Karin Thürig         | Amber Neben        | Vicki Whitelaw    |
| 2010  | Amber Neben          | Vicki Whitelaw     | Noemi Cantele     |
| 2011  | Judith Arndt         | Emma Pooley        | Amber Neben       |
| 2012  | Edwige Pitel         | Martina Ritter     | Pascale Schnider  |

## Palmarès juniors

### Hommes
| Année | Vainqueur         | Deuxième         | Troisième        |
| 2010  | Marco Coffinardi  | Antonio Analfino | Glauco Maggi     |
| 2011  | Davide Martinelli | Riccardo Donato  | Gianluca Vecchio |
| 2012  | Nicola Da Dalt    | Alexander Brus   | Gianluca Vecchio |

### Femmes
| Année | Vainqueur                 | Deuxième            | Troisième      |
| 2010  | Susanna Zorzi             | Rossella Ratto      | Giulia Ronchi  |
| 2011  | Maria Giulia Confalonieri | Beatrice Bartelloni | Rossella Ratto |
| 2012  | Simona Bortolotti         | Stella Riverditi    | Caroline Baur  |